# Simen Tiller
Simen Tiller (Lillehammer, 26 de noviembre de 1995) es un deportista noruego que compite en esquí en la modalidad de combinada nórdica. Ganó una medalla de bronce en el Campeonato Mundial de Esquí Nórdico de 2025, en la prueba de trampolín grande + 4 × 5 km.

## Palmarés internacional
| Campeonato Mundial | Campeonato Mundial  | Campeonato Mundial | Campeonato Mundial       |
| Año                | Lugar               | Medalla            | Prueba                   |
| ------------------ | ------------------- | ------------------ | ------------------------ |
| 2025               | Trondheim (Noruega) | Medalla de bronce  | TG + 4 × 5 km por equipo |